# Vukovo Brdo
Vukovo Brdo – wieś w Chorwacji, w żupanii zagrzebskiej, w gminie Žumberak. W 2011 roku liczyła 12 mieszkańców.